# Почапы (Архангельская область)
 Почапы — деревня в Холмогорском районе Архангельской области.

## География
Находится в центральной части Архангельской области на расстоянии приблизительно 9 км на восток-северо-восток по прямой от районного центра села Холмогоры на западном берегу озера Хайлово на острове Куростров в пойме реки Северная Двина.

## История
Деревня была отмечена уже только на карте 1982 года. До 2022 года входила в Холмогорское сельское поселение до его упразднения.

## Население
Численность населения не была учтена как в 2002 году, так и в 2010.